# Buyina yeatesi
Buyina yeatesi är en spindelart som beskrevs av Davies 1998. Buyina yeatesi ingår i släktet Buyina och familjen Amphinectidae.
Artens utbredningsområde är Queensland. Inga underarter finns listade.